# Pablo Vainstein
Pablo Vainstein (* 18. Juli 1989 in Buenos Aires) ist ein argentinisch-italienischer Handballspieler.

## Karriere

### Verein
Der 1,85 m große Linkshänder wird auf Rechtsaußen und als rechter Rückraumspieler eingesetzt. In seiner Heimat spielte er für Colegio Ward. Ab 2008 lief er in Italien für Pallamano Conversano auf, mit dem er 2010 und 2011 italienischer Meister sowie 2009, 2010 und 2011 italienischer Pokalsieger wurde. International nahm er mit Conversano am EHF-Pokal und am Europapokal der Pokalsieger teil. Von 2011 bis 2015 spielte er wieder für Colegio Ward. 2013 gewann er die Apertura, die Súper 4 und das Torneo Nacional. Anschließend unterzeichnete er in der spanischen Liga Asobal bei BM Ciudad Encantada, mit dem er erneut am EHF-Pokal teilnahm. Seit 2021 läuft er für den spanischen Erstligisten TM Benidorm auf.

### Nationalmannschaft
Mit der argentinischen Nationalmannschaft gewann Vainstein zweimal die Panamerikameisterschaft, je einmal die Süd- und mittelamerikanische Meisterschaft und die Panamerikanischen Spiele sowie zweimal Silber bei den Südamerikaspielen.
Außerdem nahm er an den Olympischen Spielen 2016 und 2020 sowie den Weltmeisterschaften 2013, 2017, 2021 und 2023 teil.

### Erfolge
Panamerikameisterschaft:
- Gold 2010, 2018
- Bronze 2016[5]

Süd- und mittelamerikanische Meisterschaft:
- Gold 2020
- Silber 2022

Panamerikanische Spiele:
- Gold 2019

Südamerikaspiele:
- Silber 2014, 2018